# Nephrotoma ordinaria
Nephrotoma ordinaria är en tvåvingeart som först beskrevs av Osten Sacken 1886.  Nephrotoma ordinaria ingår i släktet Nephrotoma och familjen storharkrankar. Inga underarter finns listade i Catalogue of Life.